# Ricardo III de Normandía
Ricardo III de Normandía (997-1027)  fue el hijo mayor del duque Ricardo II de Normandía. A pesar de que murió misteriosamente poco después que su padre, dejando el ducado a su hermano menor Roberto I, fue el sexto duque de Normandía, conde de Borgoña y el antepasado directo de la actual Familia Real Británica, a quien el conde/obispo había capturado y encarcelado. Ricardo gobernó durante unos meses y apenas su gestión tuvo algún efecto en el Ducado de Normandía.  En enero de 1027 se casó con Adela, condesa de Corbie (1009 - 5 de junio de 1063), segunda hija de Roberto II de Francia y de Constanza de Arlés. Nunca se supo cómo fue envenenado en Ruan. Adela se casó en segundas nupcias con Balduino V de Flandes.
Tuvo hijos de dos amantes desconocidas.
- Alice/Alicia de Normandía, casada con Ranulfo, vizconde de Bayeux.[1][4]
- Nicolás, Monacato de Fecamp, abad de Saint-Ouen en Rouen (m.  el 26 de febrero de 1092)[1][5]

## Genealogía
- Genealogía de Ricardo III de Normandía